# 朝日村
朝日村（日语：／ Asahi mura */?）為位于長野縣西部松本地域（東筑摩郡）的一村。